# Grote weegbreemeeldauw
De grote weegbreemeeldauw (Golovinomyces sordidus) is een echte meeldauw die voorkomt op (afgevallen) bladeren van planten uit de weegbreefamilie. Deze biotrofe parasiet komt voor op akkers en in ruigtes, bermen en parken.

## Kenmerken
Het mycelium is wit of bruin en vaak in cirkelvormige plekken. De appressoria zijn tepelvormig en zelden gelobd. Cleistothecia hebben een diameter van 0,1 tot 0,13 mm en bevatten 8 tot 20 asci. De asci zijn 2-sporig en kunnen zelden drie sporen hebben. De aanhangsels zijn meestal talrijk aanwezig en meestal onvertakt. De steelcel van de conidiofoor is onderaan meestal gekromd.

## Verspreiding
In Nederland komt de grote weegbreemeeldauw zeldzaam voor.

## Foto's

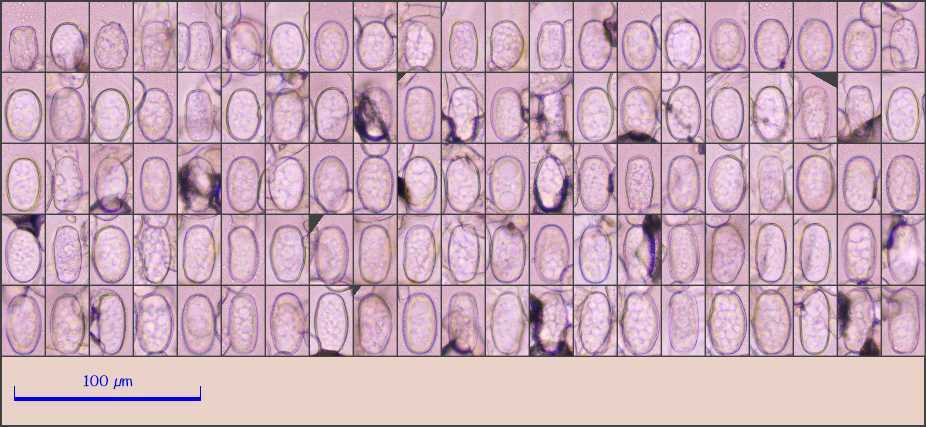
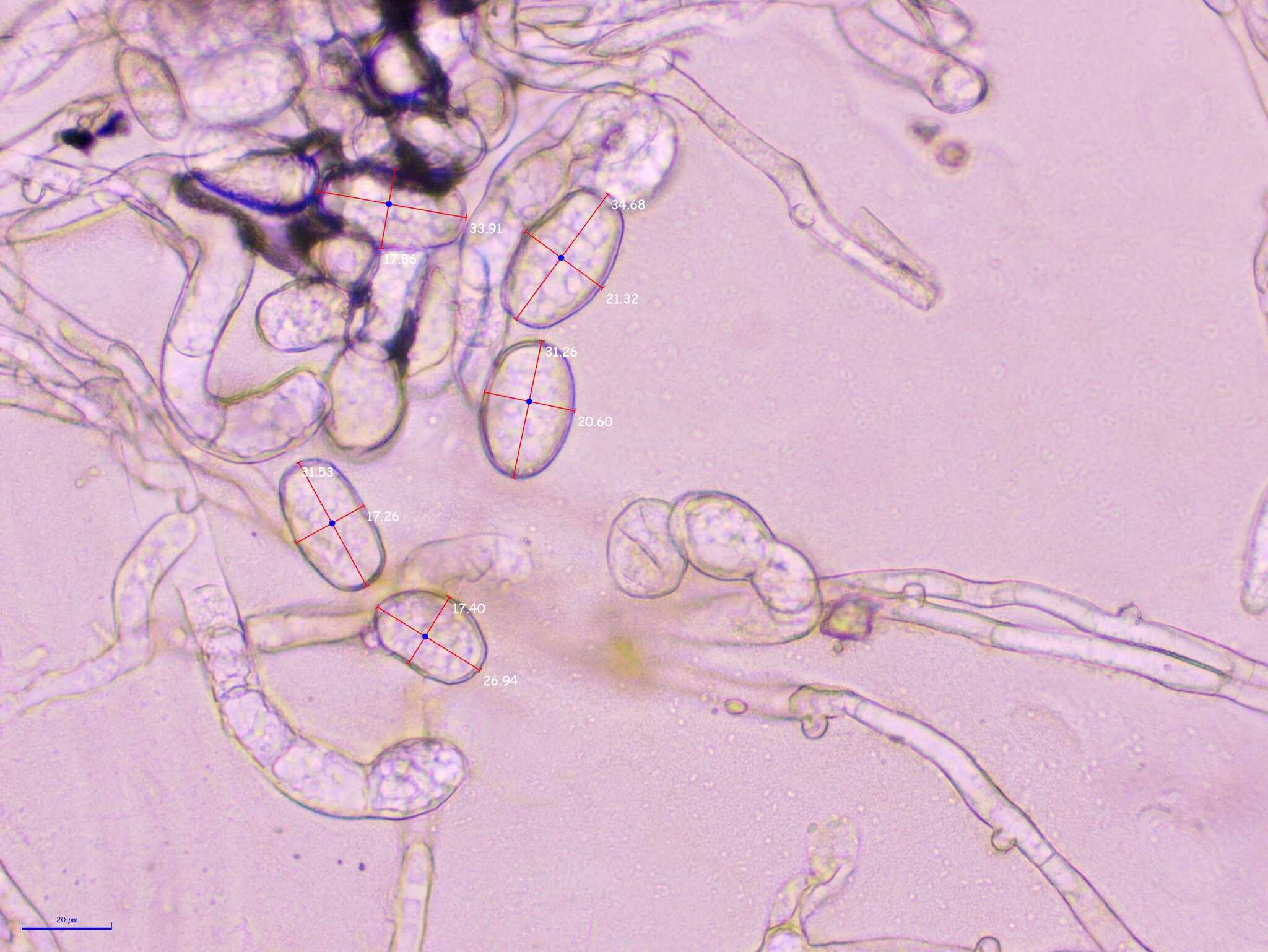
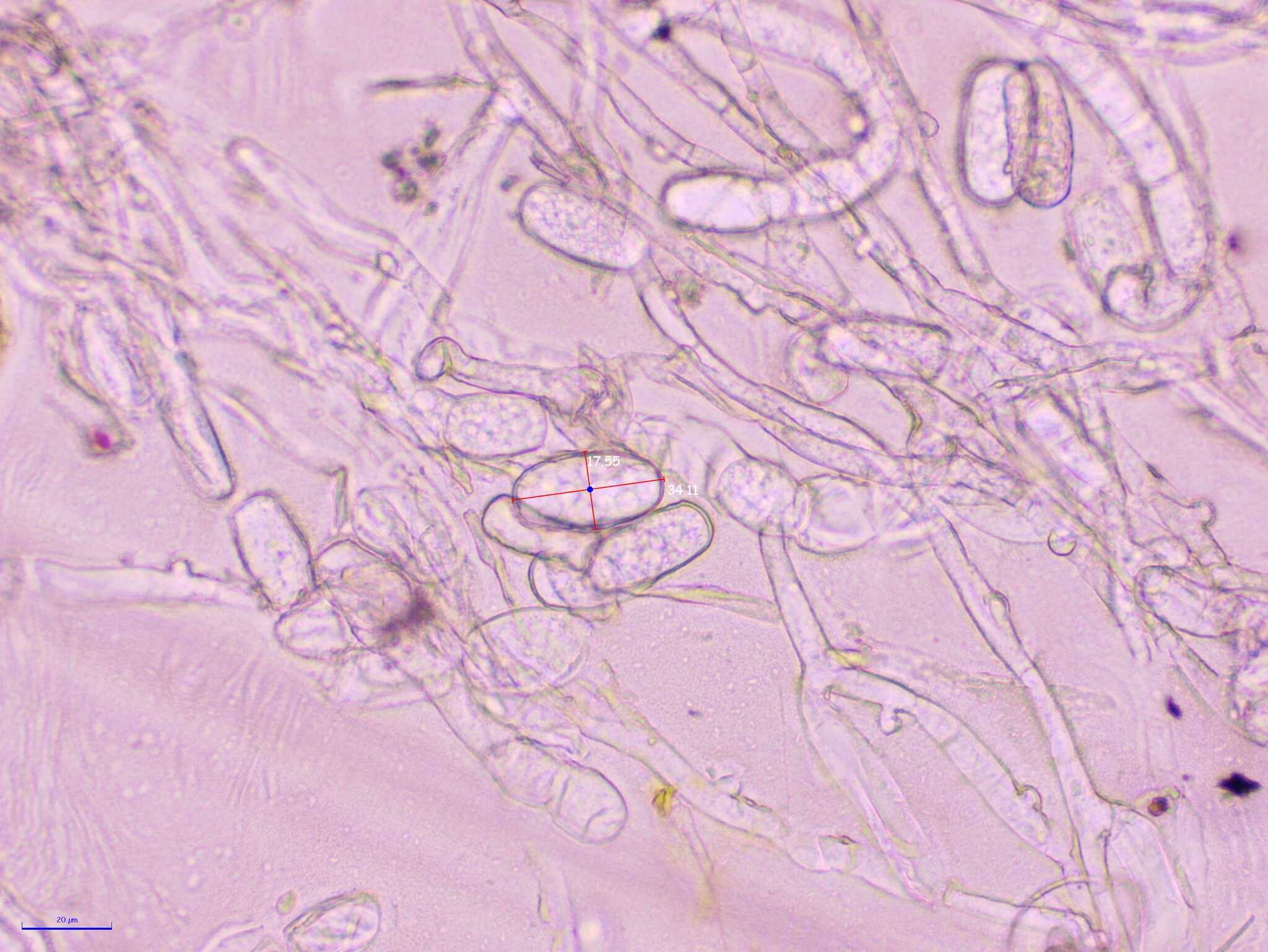